# Steffen Wesemann
Steffen Wesemann (født 11. marts 1971 i Wolmirstedt, Tyskland) er en schweizisk tidligere professionel cykelrytter som cyklede for det tyske hold Team Wiesenhof-Felt. Han fik schweizisk statsborgerskab i 2005 efter at have boet i landet i en årrække. Han cyklede for Team Telekom/T-Mobile Team fra 1992 til 2006, men efter at T-Mobiles ledelse bestemte sig for at omstrukturere holdet endte det med at han måtte finde sig et nyt hold. Wesemann var en af fire T-Mobile-ryttere som skrev kontrakt med kontinental-holdet Team Wiesenhof-Felt for 2007-sæsonen.